# Міст Мистецтв

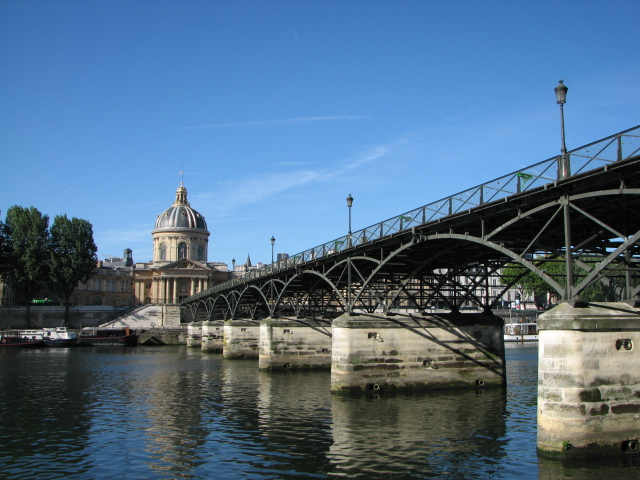
Міст Мистецтв

Міст Мисте́цтв (фр. Pont des Arts, також фр. Passerelle des Arts — пішохідний міст) — перший залізний міст Парижа через річку Сену. Нині міст пішохідний, він з'єднує Інститут Франції (частиною якого є славетна Французька Академія ) і квадратний двір Луврського палацу, що звався «Палацом Мистецтв» в епоху Першої імперії.

## Історія

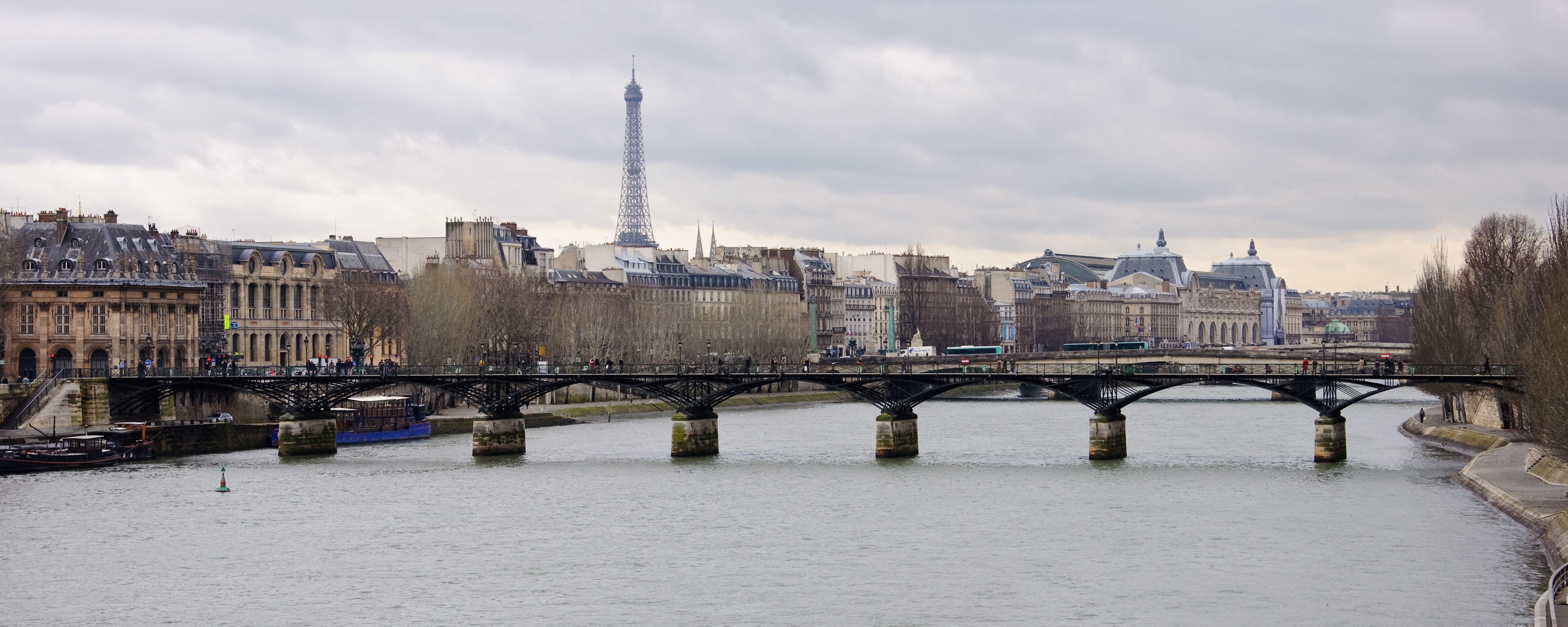
Міст Мистецтв

Міст Мистецтв був побудований за наказом Наполеона в 1801–1804. Свою назву міст дістав від Лувру, який на початку XIX століття називали «Палацом Мистецтв» — завдяки колекціям творів мистецтва, що містяться в ньому. Вартість будівництва становила 787 655 франків і 65 сантимів. У день відкриття споруди сюди прибули 64 000 парижан, щоб першими пройти по мосту. До 1848 за користування мостом стягувалася мито (один су).
У 1852 італійський архітектор Луї Вісконті, якому Наполеон III доручив роботи з реконструкції Лувру, мав зайнятися перебудовою мосту Мистецтв. Крім іншого, було заплановано знесення одного зі склепінь у зв'язку з розширенням набережна Конті (Quai de Conti). Після несподіваної смерті Вісконті в 1853 його справи перейняв Ектор Лефюель. Під його керівництвом міст було розширено (1871-1876).
Під час Першої і Другої світових воєн міст серйозно постраждав від бомбардувань. З мостом неодноразово стикалися баржі; останнє зіткнення сталося в 1979, що спричинило обвал значної частини мосту. Усе це змусило провести реконструкцію мосту Мистецтв: у 1977 його було закрито й у 1981–1984 проведено ґрунтовну реконструкцію під керівництвом Луї Арретча (Louis Arretche), який дотримувався планів колишнього мосту. Кількість арок була скорочена з дев'яти до семи, щоб вирівняти міст Мистецтв з Новим мостом. 27 червня 1984 мер Парижа Жак Ширак урочисто відкрив новий міст.
Міст Мистецтв часто використовують художники й фотографи як мотив — завдяки мальовничому краєвиду, що відкривається з мосту; художники тут-таки виставляють свої роботи. Влітку парижани влаштовують на мосту пікніки.

## Короткий опис

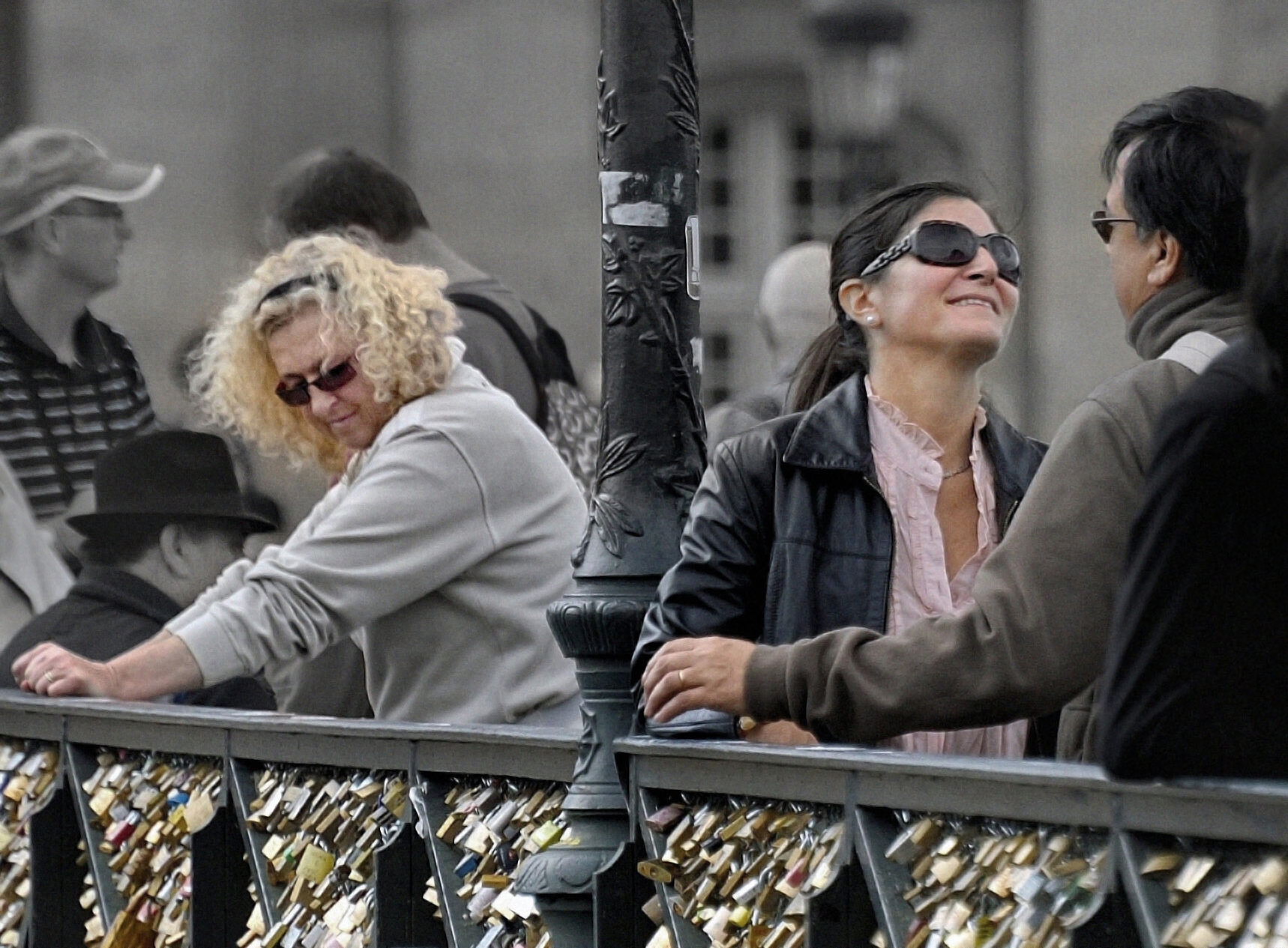
Закохані на мосту Мистецтв

- Довжина мосту: 155 м
- Ширина: 11 м
- Конструкція: міст складається з семи аркових прольотів завдовжки приблизно 22 м, що стоять на 6 опорах із залізобетону з кам'яним облицюванням
- Місце розташування: міст Мистецтв з'єднує 1-й (правий берег) і 6-ту округу (на лівому березі)
- Метро: лінія 1, станція Лувр — Ріволі або 7 лінія, станція Pont Neuf

## Традиції
Наприкінці XX сторіччя закохані створили традицію: на знак вірності вони причепляють до мосту замок, часто зі своїми іменами, а ключ кидають у Сену. «Замки кохання» з'явилися в такій кількості, що створили небезпеку міцності перил мосту (влітку 2014 року під вагою замків частина перил обвалилася ). Крім цього, влада Парижа занепокоїлася екологічною шкодою від величезної кількості кинутих у Сену ключів. У рамках експерименту частину перил закрили спеціальним склом. 1 червня 2015 року за рішенням мерії почався демонтаж замків з мосту, оскільки їхня вага стала загрожувати безпеці відвідувачів. За даними паризької мерії, кількість замків на мосту перевищила 1 мільйон, що становить додаткові 45 тон навантаження, тож замки разом з перилами вирішили зняти й замінити на інші.